# 아시안탑밴드
《아시안탑밴드》는 2020년부터 2021년까지 방송된 아시아 8개국 11개 방송사가 공동 제작하는 글로벌 파워 뮤지션 발굴 프로그램이다.

## 파이널 참가 밴드
- W24 (대한민국) - 우승
- 산 주니퍼(San Juniper) (몽골)
- 씨에이밴드(CABAND) (우즈베키스탄) - 준우승
- 썸머레인(SUMMERLANE) (인도네시아)
- 보그파이브(VOGUE5) (중국)
- 투웬티투엘브 (필리핀)
- 안남밴드 (베트남) - 3위

## 한국 대표 선발전 참가 밴드
- W24 (우승)
- LUAMEL (준우승)
- 스트릿건즈 (Top5 3위)
- 406호 프로젝트 (Top5 4위)
- 트리스 (Top5 5위)
- 9001 (Top10)
- 디코이 (Top10)
- ABTB (Top10)
- Drawing (Top10)
- WILLY (Top10)
- 2Z (Top16)
- 리도어 (Top16)
- 모노플로 (Top16)
- 신문수밴드 (Top16)
- 차세대 (Top16)
- 하이브로 (Top16)